# Histoire du roi Néferkarê et du général Sasenet
L'histoire du roi Néferkarê et du général Sasenet ne subsiste que sous forme de fragments. Avec son atmosphère de mystère et d'intrigue nocturne, elle constitue un exemple précoce de la tradition littéraire de roman de cape et d'épée. Il est souvent cité par les personnes qui s'intéressent à l'homosexualité et à son histoire comme la preuve qu'une relation homosexuelle a existé entre un pharaon et l'un de ses officiers,,. D'un autre côté, la littérature reflète souvent les mœurs sociales : le conte censure la conduite du roi, ce qui pourrait bien refléter l'attitude du peuple envers l'homosexualité. Il prétend décrire les exploits nocturnes de Pépi II Néferkarê ; certains comme R. S. Bianchi pensent qu'il s'agit d'une œuvre de littérature archaïque et qu'elle date de la XXVe dynastie en se référant à Néferkarê Mériamon, un pharaon koushite.
Le récit est daté de la fin du Nouvel Empire bien qu'il ait été composé plus tôt. Seules trois sources le concernant subsistent, chacune ne contenant qu'une partie du récit global :
- une plaque de bois, XVIIIe ou XIXe dynastie, aujourd'hui à l'Institut oriental de l'Université de Chicago[7] ;
- un ostracon, XXe dynastie, provenant de Deir el-Médineh[8] ;
- le papyrus Chassinat I, également connu sous le nom de papyrus Louvre E 25351, XXVe dynastie, actuellement au Louvre[9].

Il contient une référence à l'ancien mythe du dieu du soleil Rê et du dieu du royaume des morts Osiris. Ces deux dieux existaient dans une relation d'interdépendance : Osiris avait besoin de la lumière du soleil tandis que Rê, qui devait traverser les enfers pendant la nuit pour atteindre l'horizon oriental au matin, avait besoin des pouvoirs de résurrection d'Osiris. Leur union avait lieu pendant les quatre heures d'obscurité la plus profonde - les mêmes heures que Néferkarê passe, dit-on, avec son général.